# R-27 (Rakete)

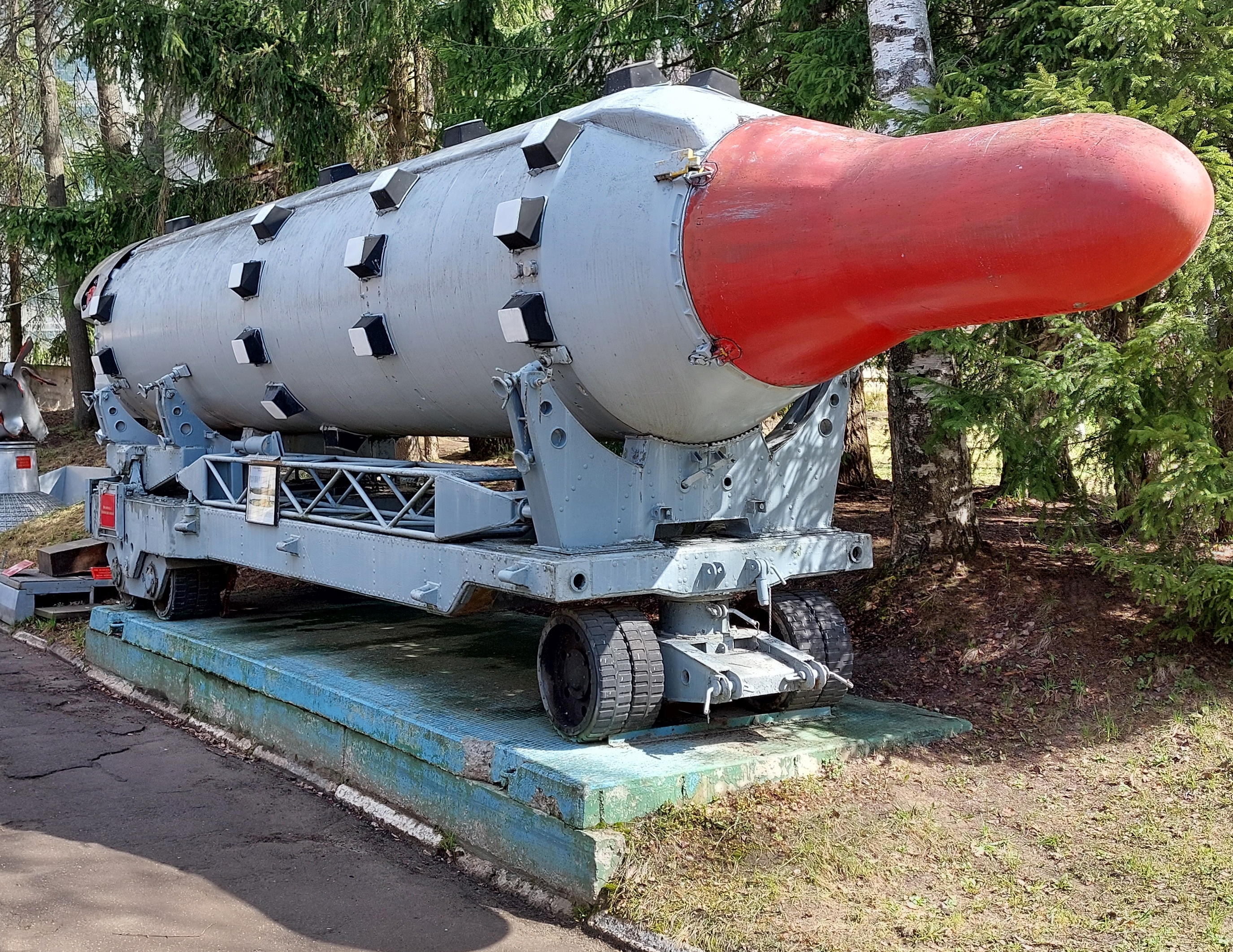
U-Boot-Rakete R-27

R-27, auch RSM-25 (DIA-Code SS-N-6, NATO-Codename Serb), ist die Bezeichnung einer Serie U-Boot-gestützter Mittelstreckenraketen der sowjetischen Marine aus den 1960er-Jahren, welche in mehreren Varianten gebaut wurden. Die R-27 konnte – je nach Version – einen oder drei Nuklearsprengköpfe tragen. Mit überschüssigen Raketen wurden auch zivile ballistische Nutzlasten befördert. Als Treibstoff fand bei der R-27 die hypergole Kombination aus unsymmetrischem Dimethylhydrazin und Distickstofftetroxid Verwendung.

## R-27
- Startmasse: 14,394 kg
- Durchmesser: 1,50 Meter
- Länge: 9,63 Meter
- Reichweite: 2.400 km
- Anzahl der Sprengköpfe: 1 RV
- Gewicht des Sprengkopfs: 1000 kg

## R-27K
- Startmasse: 14,394 kg
- Durchmesser: 1,50 m
- Länge: 9,63 m
- Reichweite: 3.600 km
- Anzahl der Sprengköpfe: 1 RV
- Gewicht des Sprengkopfs: 650 kg

## R-27U
- Startmasse: 14,394 kg
- Durchmesser: 1,50 m
- Länge: 9,67 m
- Reichweite: 2.980 km
- Anzahl der Sprengköpfe: 3 MRV
- Gewicht des Sprengkopfs: 840 kg